# Sphaerocarpales
Sphaerocarpales е разред чернодробни мъхове, включващ около 20 вида с прост или слабо издигнат вълновиден талом. Доминираща е гаметофитната фаза, като спорофитите съществуват за кратък период и са зависими от гаметофита.

## Семейства
- Monocarpaceae
- Riellaceae
- Sphaerocarpaceae